# Sùng Thìn Cò
Sùng Thìn Cò (sinh 13 tháng 6 năm 1959) là một tướng lĩnh của Quân đội nhân dân Việt Nam, hàm Thiếu tướng, nguyên Phó Tư lệnh Quân khu 2. Ông nguyên là đại biểu quốc hội Việt Nam khóa 14 nhiệm kì 2016-2021, thuộc đoàn đại biểu quốc hội tỉnh Hà Giang.
Ngày 17-11-2020, trong phiên thảo luận dự án "Luật lực lượng tham gia bảo vệ an ninh, trật tự cơ sở" của Quốc hội, Thiếu tướng Sùng Thìn Cò đã có phát biểu rất thẳng thắn:
"Không có việc gì mà dân không nắm được, dân không biết. Chúng ta không biết tại vì chúng ta không tốt, chúng ta không làm tốt công tác dân vận, nắm tình hình.
Xin lỗi bộ trưởng chứ lực lượng công an quá đông!
Một tỉnh ít nhất có 3.000, tỉnh to thì 4.000 công an chính quy. Đông như thế mà còn thêm nhiều lực lượng nữa. Chẳng lẽ lực lượng chính quy không đủ khả năng để chúng ta nắm tình hình, xử lý tình hình?"

## Tiểu sử
Sùng Thìn Cò sinh ngày 13 tháng 6 năm 1959, ở xã Nghĩa Thuận, huyện Quản Bạ, tỉnh Hà Giang, ông là người dân tộc Hmông.
Ngày 5 tháng 8 năm 1982, Sùng Thìn Cò gia nhập Đảng Cộng sản Việt Nam.
Ông có bằng Cao cấp lý luận chính trị.
Về trình độ chuyên môn, ông có bằng Cao đẳng - Cao cấp Quân sự.
Ông là Đại biểu Quốc hội Việt Nam khóa 14]] tỉnh Hà Giang, Thiếu tướng, Phó Tư lệnh Quân khu 2, Ủy viên Ủy ban Quốc phòng và an ninh của Quốc hội khóa 14.